# Enric Ismael Martín Panades
Enric Ismael Martín Panades (18 de agosto de 1980) es un atleta y guía visual.

## Vida personal
Martín nació el 18 de agosto de 1980 fuera de España. Reside en Barcelona desde 2012.

## Atletismo
En los Campeonatos de España de Atletismo Indoor 2006, Martín terminó tercero en la categoría de 200 metros con un tiempo de 21.84.
Antes del comienzo de los Juegos Olímpicos de Londres se entrenó con otros atletas españoles con discapacidad visual en Logroño. Martín compitió en los Juegos Paralímpicos de Londres 2012 como guía de Xavi Porras. Juntos compitieron en el evento de 4 x 100 metros, terminando cuartos, y en el de 100 metros. En 2013 también participó junto con Porras en los Campeonatos Mundiales de Atletismo CPI. En 2017 recibe una beca del Plan ADOP.